# Open Handset Alliance
Open Handset Alliance™ este un grup de 84 de companii de tehnologie și telefonie mobilă care s-au unit pentru a accelera inovația în domeniul mobil și pentru a oferi consumatorilor o experiență mobilă mai bogată, mai puțin costisitoare și mai bună. Au dezvoltat Android™, prima platformă mobilă completă, deschisă și gratuită.